# They Won't Forget
They Won't Forget is een Amerikaanse film noir uit 1937 onder regie van Mervyn LeRoy.De film werd destijds in Nederland onder de titel Wie doodde Mary Clay? uitgebracht.

## Verhaal
In een stadje in het zuiden van de Verenigde Staten wordt het tienermeisje Mary Clay vermoord. Andrew Griffin is een ambitieuze advocaat die de zaak aangrijpt ten faveure van zijn politieke carrière. Hij beschuldigt Mary's leraar Robert Hale van de moord. Omdat er amper fatsoenlijk bewijs is tegen Hale, zet Griffin een lastercampagne in de media op touw tegen hem. De publieke opinie keert zich tegen Hale.

## Rolverdeling
| Acteur           | Personage           |
| ---------------- | ------------------- |
| Claude Rains     | Andy Griffin        |
| Gloria Dickson   | Sybil Hale          |
| Edward Norris    | Robert Hale         |
| Otto Kruger      | Gleason             |
| Allyn Joslyn     | Bill Brock          |
| Lana Turner      | Mary Clay           |
| Linda Perry      | Imogene Mayfield    |
| Elisha Cook jr.  | Joe Turner          |
| Cy Kendall       | Rechercheur Laneart |
| Clinton Rosemond | Tump Redwine        |
| E. Alyn Warren   | Carlisle P. Buxton  |
| Elisabeth Risdon | Mevrouw Hale        |
| Clifford Soubier | Jim Timberlake      |
| Granville Bates  | Rechercheur Pindar  |
| Ann Shoemaker    | Mevrouw Mountford   |